# Gre-No-Li
Gre-No-Li est le surnom donné à un trio d'attaquants suédois de football qui évoluait dans le club lombard de l'AC Milan en Italie et dans l'équipe de Suède dans les années 1950. Gre-No-Li reprend la première syllabe des noms de famille des trois joueurs : Gunnar Gren, Gunnar Nordahl et Nils Liedholm. Le surnom aurait été donné pour la première fois par des journalistes italiens.

## Histoire

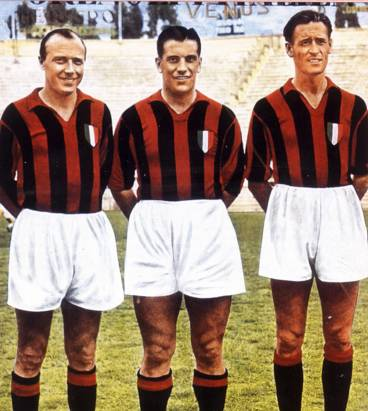
Gunnar Gren, Gunnar Nordahl et Nils Liedholm sous les couleurs du club.

Avant de partir pour Milan, les joueurs du Gre-No-Li (Gren-Nordahl-Liedholm) jouent tous les trois en Suède (Nordhal et Liedholm jouent ensemble depuis 1946 à l'IFK Norrköping). Le trio remporte l'or olympique à Londres aux jeux olympiques de 1948. 
Juste après ce succès, Nordahl rejoint le Milan AC et est vite rejoint par Gren et Liedholm pendant la saison 1949-50. Les trois Suédois marquent à eux seuls 71 buts en 38 matchs pour la seule saison 1950. Durant l'année 1951, ils réussissent l'exploit de remporter à la fois le scudetto et la coupe latine.
Une fois Gren parti pour la Fiorentina, Nordahl et Liedholm remportent ensemble le championnat en 1954-55, tandis que Liedholm gagne seul les championnats en 1956-57 et 1958-59, après le départ de Nordahl parti pour la Roma. Nordahl, le premier à arriver en Italie, remporte un franc succès dans le pays et termine meilleur buteur du championnat à cinq reprises en 1950 (35 buts), 1951 (34 buts), 1953 (26 buts), 1954 (23 buts) et en 1955 (27 buts) et est le 3e meilleur buteur de Serie A de tous les temps (225 buts) derrière Francesco Totti (250 réalisations) et Silvio Piola (274 réalisations).
Gren et Liedholm jouent le mondial 1958 chez eux en Suède, et atteignent la finale qu'ils perdent contre le Brésil de Pelé.